# 尼克塔里奥斯·亞歷桑德羅
尼克塔里奥斯·亞歷桑德羅（希臘語：Νεκτάριος Αλεξάνδρου；1983年12月19日—）是一位塞浦路斯足球運動員。在場上的位置是左邊鋒或左後衛。他現在效力於塞浦路斯足球甲級聯賽球隊尼古西亞希臘人競技足球俱樂部。他也代表塞浦路斯國家足球隊參賽。